# Coire
Coire är en ort i Mexiko.   Den ligger i kommunen Aquila och delstaten Michoacán de Ocampo, i den södra delen av landet, 500 km väster om huvudstaden Mexico City. Coire ligger 626 meter över havet och antalet invånare är 385.
Terrängen runt Coire är lite bergig, och sluttar söderut. Runt Coire är det glesbefolkat, med 8 invånare per kvadratkilometer. Närmaste större samhälle är Colola, 14,5 km sydväst om Coire. I omgivningarna runt Coire växer huvudsakligen savannskog.